# What's A Trunk?
『What's A Trunk?』（ワッツ・ア・トランク？）は、2016年11月9日にリリースされたKeishi Tanakaの3rdアルバム。

## 概要
- 「レコードの日」に合わせて2016年11月3日にアナログ盤が先行発売された。アナログ盤はCD・音楽配信とジャケットが異なっている[2]。

## 収録曲
全作詞・作曲：Keishi Tanaka
1. What A Happy Day（3:01）
  - 邦題「幸せが降る日」
2. Another Way (is so nice)（4:41）
  - 邦題「もうひとつの方法」
3. I Like It（4:14）
  - 邦題「君は最高さ」
4. Just A Side Of Love（feat. LEARNERS）（3:17）
編曲：LEARNERS
  - 邦題「恋のすぐそばで」

6thシングル。
5. 真夜中の魚（4:40）
  - 英題「Swim At Midnight」
6. Our Town（3:25）
  - 邦題「僕らの住む町」
7. 透明色のクルージング（feat. fox capture plan）（3:54）
編曲：Keishi Tanaka & fox capture plan
  - 英題「To U Me I Sho Ku」

5thシングル。第9回CDショップ大賞2017一次ノミネート作品[3]。
8. 冬の青（feat. Ropes）（4:34）
編曲：Keishi Tanaka & Ropes
  - 英題「Blue In Winter」
9. Peaceful Christmas（3:43）
  - 邦題「クリスマスの願い」
10. Hello, New Kicks（5:00）
編曲：Tokyo Recordings
  - 邦題「新しい靴」

4thシングル。

## リリース一覧
| 発売日        | 形態       | 品番    | レーベル     | 脚注  |
| ------------- | ---------- | ------- | ------------ | ----- |
| 2016年11月3日 | LPレコード | NLP-21  | Niw! Records | [ 4 ] |
| 2016年11月9日 | CD         | NIW-127 | Niw! Records | [ 5 ] |
| 2016年11月9日 | 音楽配信   |         | Niw! Records | [ 6 ] |